# Danbury Titans
Danbury Titans byl profesionální americký klub ledního hokeje, který sídlil v Danbury ve státě Connecticut. V letech 2015–2017 působil v profesionální soutěži Federal Hockey League. Titans ve své poslední sezóně v FHL skončily ve čtvrtfinále play-off. Své domácí zápasy odehrával v hale Danbury Ice Arena s kapacitou 3 000 diváků. Klubové barvy byly modrá a zelená.

## Přehled ligové účasti
Zdroj: 
- 2015–2017: Federal Hockey League